# Katrin Molkentin
Katrin Molkentin (* 15. Januar 1978 in Kyritz) ist eine Politikerin (SPD) aus Brandenburg.

## Karriere
Mitglied der SPD wurde Katrin Molkentin bereits im November 1996, noch bevor sie ihr Abitur am Friedrich-Ludwig-Jahn-Gymnasium in Kyritz 1997 absolvierte. Es schloss sich ein Studium der Verwaltungswissenschaft an der Universität Potsdam an. Mittlerweile arbeitet sie beim Parteivorstand der SPD im Willy-Brandt-Haus in Berlin.

## Ämter
- Juso-Landesvorstandsmitglied Brandenburg (seit Januar 1998)
- Stellvertretende SPD-Landesvorsitzende Brandenburg (seit Juni 2000)
- Juso-Landesvorsitzende Brandenburg von März 2000 bis Mai 2001
- Stellvertretende Juso-Bundesvorsitzende von Juni 2001 bis Mai 2003
- Stellvertretende AsF-Landesvorsitzende von Januar 2000 bis März 2002

## Veröffentlichungen
- Benjamin Mikfeld & Katrin Molkentin: Das Dilemma der linken Volkspartei (erschienen im Zeit-Archiv)

| Personendaten    | Personendaten              |
| ---------------- | -------------------------- |
| NAME             | Molkentin, Katrin          |
| KURZBESCHREIBUNG | deutsche Politikerin (SPD) |
| GEBURTSDATUM     | 15. Januar 1978            |
| GEBURTSORT       | Kyritz                     |